# 古德兰兹
古德兰兹（英語：Goodlands）是毛里求斯岛朗帕河區的一个中型城镇。该村庄由古德兰兹村议会在朗帕河区议会的监督下管理。该村庄为毛里求斯人口众多的村庄之一，2011年人口数量为20,712人。